# Mario Bettati
Pour les articles homonymes, voir Bettati.
Mario Bettati, né le 7 novembre 1937 à Nice et mort le 23 mars 2017 à Paris, est un juriste français.
Il est professeur de droit international à l'université Panthéon-Assas de 1988 à 2006. Il en est professeur émérite et doyen honoraire à partir de 2006. Il théorise le droit d'ingérence humanitaire avec Bernard Kouchner.

## Biographie
Il a fait ses études secondaires au lycée Masséna de Nice et ses études supérieures à l'université d'Aix-en-Provence et à l'université de Nice, où il a passé son doctorat en droit public en 1970. Agrégé de droit public et de science politique en 1974, il a été élu successivement à l'université de Reims, puis à l'université Paris-Sud et enfin à l'université Panthéon-Assas.
Il est connu pour ses recherches, en coopération avec Bernard Kouchner, sur le droit d'ingérence humanitaire. Selon le juriste spécialiste de l'humanitaire François Rubio, Mario Bettati est le « théoricien du droit d'ingérence et l'inspirateur des résolutions de l'Assemblée générale des Nations Unies qui ont posé ce nouveau principe ».
En 1988, il devient chargé de mission auprès de Bernard Kouchner qui est alors secrétaire d'État chargé de l'action humanitaire.
De 1996 à 2002, il est vice-président de la Commission nationale consultative des droits de l'homme.
De 2007 à 2010, il est conseiller affaires juridiques internationales et droits de l'homme dans le cabinet de Bernard Kouchner au Ministère des Affaires étrangères,.
Il reste célèbre dans le milieu des relations internationales pour sa formule « la souveraineté, c'est la garantie mutuelle des tortionnaires ».

## Principaux ouvrages
- Le droit des organisations internationales, PUF, Paris, 1987
- Le Devoir d'ingérence : peut-on les laisser mourir?, Denoël, 1987, 300 p. (ISBN 978-2-207-23385-6), en collaboration avec Bernard Kouchner
- Recrutement et carrière des fonctionnaires internationaux, Recueil des cours de l'Académie de droit international de La Haye, tome no 204, La Haye, 1987,  (ISBN 9789024737420)
- L'ONU et la drogue, Pedone, Paris, 1995
- Le droit d'ingérence : mutation de l'ordre international, Odile Jacob, 1996, 384 p. (ISBN 978-2-7381-0366-6, lire en ligne)
- La Déclaration universelle des droits de l'homme, en collaboration, Gallimard, Paris, 1998
- Droit humanitaire, Paris, Le Seuil, coll. « Essais » (no 415), 2000, 282 p. (ISBN 978-2-02-023070-4, OCLC 807840058)
- Le droit international de l'environnement, éditions Odile Jacob, Paris, 2012
- Le terrorisme : les voies de la coopération internationale, éditions Odile Jacob, Paris, 2013
- Le trafic de drogue : pour un contrôle international des stupéfiants, Paris, Odile Jacob, 2015, 288 p. (ISBN 978-2-7381-3187-4)
- Le droit de la guerre, Paris, Odile Jacob, 2016, 439 p. (ISBN 978-2-7381-3426-4)